# 웨슬리 웬트워스
웨슬리 웬트워스(Wesley Wentworth, 한국명 원이삼, 1935년 - )는 1965년에 한국에 들어와서 한국교회 지식인들의 성경적 기독교 세계관 형성에 크게 기여한 미국의 문서 선교사이다. 독신인 그는 치매 초기 증세와 알츠하이머 증상 등을 보이면서 남들에게 피해를 주기 싫어서 고국으로 영구 귀국을 결정하였다.

## 생애
1935년 미국 매사추세츠 주 노스햄턴에서 태어났으며 버지니아 공과대학교 시절 복음주의 선교단체 IVF를 통해 예수님을 인격적으로 영접했다. IVF에서 소그룹리더, 문서 담당자, 선교 담당자로 섬기며 문서 사역과 선교에 관심을 가졌다. 대학원 졸업 후 미국 현지에서 엔지니어로 일하다가 서울시 하수처리시설 건설에 자원해 1965년 한국에 왔고 IVP 고문, 기독교학문연구회, 기독교대학설립동역회 설립, 광주기독병원 건축 등을 도왔다. 전형적인 비즈니스 선교(BAM)에 해당한다. 그는 총신대학교 하비 콘(Harvie M. Conn) 선교사, 부산 고신대학교 하도례(Theodore Hard)선교사, 그리고 오늘날 한국의 많은 기독교 지성인들의 문서 사역을 도왔다.
웨슬리 선교사는 대단한 직위와 업적을 갖지 않았지만, 그 자신은 가난하고 검소하게 살면서 자신의 가진 모든 재산을 털어 다른 이들에게 기독교 문서를 보급하였다. 송인규 박사와 방선기 박사, 이승구, 안명준 박사 그리고 손봉호 박사, 강영안 박사, 신국원 박사와 같은 많은 학자들로부터 존경을 받고 있다. 그의 삶이 보여준대로 기독교 문화뿐만 아니라, 겸손과 순수함, 그리고 정직함에 기독교 세계관을 보여준 사람으로 손봉호 박사는 평가한다. 한국기독교의 지성과 교육계에 공헌한 사람으로 평가한다.
본인은 힘들지만 한국에 사는 것이 하나님의 은혜라고 한다. 그리스도가 자신의 삶의 의미를 준다고 한다. 미혼으로 인생을 문서선교에 헌신하였고 그의 형수는 한국인이다.
그는 한국교회에 '기독교세계관', '기독교적 학문의 중요성', '신앙과 삶이 하나로 통합되는 생활방식'과 같은 주제에 공헌을 하였다.

## 같이 보기
- 송인규
- 손봉호
- 기독교 문화
- 기독교 세계관
- 문서 선교
- 기독교세계관학술동역회

## 참고 문헌
- 웨슬리 웬트워스, <목회와 신학> 95년 8월호
- 문서 선교사 웨슬리 웬트워스, 방선기 외 (IVP, 2015)